# Leng mian ju ji shou
Leng mian ju ji shou (冷面狙击手S), noto anche con il titolo internazionale Tiger Cage 3, è un film del 1991 diretto da Yuen Wo Ping. La pellicola è il seguito tematico di Dak ging to lung (1988) e di Sai hak chin (1990).

## Trama
John e James sono ispettori della finanza e iniziano una pericolosa inchiesta incentrata su Lee Siu-pong, all'apparenza un generoso uomo d'affari, che tuttavia in realtà gestisce loschi traffici.

## Distribuzione
Ad Hong Kong la pellicola ha goduto di una distribuzione nazionale a cura della D&B Films, a partire dal 14 novembre 2011.